# Привокзальный (Ростовская область)
Привокзальный — упразднённый в 2000 году хутор в Кагальницком районе Ростовской области России. Входил на год упразднения в состав Кагальницкого сельского совета. Включён в состав станицы Кагальницкая, административного центра Кагальницкого района и Кагальницкого сельсовета.

## География
Стоит на автотрассе «Батайск—Ставрополь», при железнодорожной линии Батайск — Сальск Северо-Кавказской железной дороги.

## История
Возникло как поселение при станции Кагальник.
По решению Законодательного собрания Ростовской области Привокзальный был включён в состав станицы Кагальницкой «в связи с их фактическим слиянием».

## Инфраструктура
КРЭС Ростовэнерго. Элеватор. Железнодорожная станция Кагальник.

## Транспорт
Развито автомобильное и железнодорожное сообщение.